# Liolaemus kolengh
Espèce
Statut de conservation UICN

 LC  : Préoccupation mineure
Liolaemus kolengh est une espèce de sauriens de la famille des Liolaemidae.

## Répartition
Cette espèce est présente dans la région d'Aisén au Chili et dans la province de Santa Cruz en Argentine. Elle se rencontre entre 1 000 et 1 485 m d'altitude.

## Description
C'est un saurien vivipare.

## Étymologie
Le nom spécifique kolengh vient du tehuelche kolengh, l'épine, en référence aux longues écailles de ce saurien qui lui donnent un aspect épineux.

## Publication originale
- Abdala & Lobo, 2006 : Description of a new patagonian Lizard of the Liolaemus silvanae group (Iguania: Liolaemidae). South American Journal of Herpetology, vol. 1, no 1, p. 1-8.